# Verständigungsfrieden
Bei einem Verständigungsfrieden handeln die Kriegsparteien Bedingungen im gegenseitigen Einvernehmen aus, indem Kompromisse eingegangen werden.
Das Gegenteil des Verständigungsfriedens wird häufig als Diktatfrieden oder Siegfrieden bezeichnet, als ein von der Siegermacht erzwungener Frieden mit einem oktroyierten Friedensvertrag.
Ein Verständigungsfrieden wurde etwa in der Friedensresolution von 1917 gefordert.